# Gaja (Bihar)
Gaja (hindi गया, trl. Gayā, trb. Gaja; ang. Gaya) – miasto w północnych Indiach w środkowej części stanu Bihar, ok. 100 km na południe od Gangesu i od stolicy stanu Patny, na szlaku kolejowym do Kolkaty, na pograniczu wyżyny Ćhota Nagpur i Niziny Hindustańskiej. Około 460 tys. mieszkańców. Jest stolicą dystryktu Gaya. Leży nad rzeką Falgu. W średniowieczu wchodziło w skład stanu Magadha. Graniczy od południa (11 km) ze sławnym buddyjskim ośrodkiem kultowym Bodh Gaja.

## Ciekawe miejsca
- Świątynia Wisznupad
- Świątynia Baheśwari Dew
- Świątynia Sitala Mai
- wzgórze Brahmawani